# Astacocroton molle
Astacocroton molle (лат.) — вид тромбидиформных водяных клещей, единственный в составе рода Astacocroton и семейства Astacocrotonidae из надсемейства Hygrobatoidea (Parasitengona, Prostigmata). Австралия.

## Описание
Микроскопического размера клещи (самки около 2 мм). Покров мягкий; кокса образуют две группы, Cx-I и Cx-IV с короткими, колышковидными щетинками; у самцов длинный петиоль, у самок четыре пары ацетабул, гонопоры значительно длиннее генитальных пластин. Вид Astacocroton molle Haswell известен только по находкам из жаберных камер пресноводного десятиногого ракообразного Astacopsis serratus (позднее этот таксон стал синонимом Euastacus hirsutus). Гнатосома имаго с нехелатными пальпами; голени длиннее genua. Хелицеры 2-сегментные.
Астакокротониды являются паразитами в жабрах крабов. Их покровы тонкие и не имеют спинных пластин. По всей вероятности, у них также нет кожных пор, стигмы и трахеи. У самцов есть глаза, а у взрослых самок их нет. Гнатосома свободно располагается между широко разнесенными коксальными пластинами i; все коксальные пластины соединены с каждой стороны и примыкают друг к другу. На каждой коксальной пластине iv имеется большая железа. У самок пальпы служат для захвата жаберных нитей; пальпы очень короткие и толстые — толще ног. На ногах нет плавательных волосков, а тарзальные клешни трехзубые.

## Систематика
Вид Astacocroton molle был впервые описан в 1922 году австралийским зоологом W.A.Haswell, выделен в отдельный род Astacocroton Haswell, 1922 и семейство Astacocrotonidae Thor, 1927 (=Astacocrotidae).

## Распространение
Юго-восточная Австралия.